# Kim Dzsongbu
Kim Dzsongbu (hangul: 김종부, handzsa: 金鍾夫, RR: Kim Jong-boo; Thongjong, 1965. január 13. –) dél-koreai válogatott labdarúgó, edző.

## Pályafutása

### Klubcsapatban
1988-ban a POSCO FC csapatában kezdte a pályafutását. 1990 és 1993 között a Daewoo Royalsban szerepelt, melynek színeiben 1991-ben bajnoki címet szerzett. 1993 és 1994 között az Ilhva Csunma játékosa volt, melynek tagjaként két alkalommal (1993, 1994) nyerte meg a dél-koreai bajnokságot. 1995-ben a Daewoo Royalsban fejezte be a pályafutását.

### A válogatottban
1983 és 1990 között 25 alkalommal játszott a dél-koreai válogatottban és 8 gólt szerzett. Részt vett az 1986-os világbajnokságon, ahol a Bulgária és az Olaszország elleni csoportmérkőzéseken csereként lépett pályára, a bolgárok ellen ő szerezte csapata egyenlítő gólját. Argentína ellen nem kapott lehetőséget.

### Edzőként
2002 és 1995 között a Dong-Eui Egyetem labdarúgócsapatánál kezdte az edzősködést. 2011 és 2012 között a Jangdzsu Citizen csapatánál dolgozott. 2013-tól 2015-ig a Hvaszong FC, 2016-tól 2019-ig a Kjongnam FC vezetőedzője volt. 2021-től a kínai Hopej China Fortune vezetőedzője.  

## Sikerei, díjai

### Játékosként
POSCO Atoms
- Dél-koreai bajnok (1): 1988

Daewoo Royals
- Dél-koreai bajnok (1): 1991

Ilhva Csunma
- Dél-koreai bajnok (2): 1993, 1994